# Joan Ferrerós i Serra
Joan Ferrerós Serra (Figueres, 16 de juny de 1952) és llicenciat en Història (UAB, 1976) i en Filologia (UB, 1978), articulista, conferenciant i professor, secretari i catedràtic (1980) de l'Institut Ramon Muntaner de Figueres. És considerat un dels màxims estudiosos de Carles Fages de Climent.
Amb Josep Valls, col·laborà en Barques i fogons. Del Ter a Portbou (1991), sobre pesca i cuina popular d'aquesta costa. Ha col·laborat en els volums La vida i l'obra de Montserrat Vayreda i Trullol (1988) i a L'Institut i la ciutat (1989). L'any 2014 escriví amb Jordi Pla Planas el guió i selecció de texts del llibre Fages de Climent a Castelló, editat per la Càtedra M. Àngels Anglada-Carles Fages de Climent de la Universitat de Girona. El mateix any publicà al Setmanari de l'Alt Empordà una sèrie d'articles sobre els 175 anys de l'Institut Muntaner, i el volum Institut Ramon Muntaner. Crònica interna del primer institut de l'Estat (2015).
L'any 2016 participà en el documental Palabras de mamita realitzat per Natàlia Carbonell, Carla Ferrerós (la seva filla), Robert Molina i Míriam Seguí, dedicat a Joana Colom de Garrigàs, amb qui està emparentat.

## Obra
- Ferrerós i Serra, Joan. Poetes de l'Empordà, 1986, p. 202. ISBN 978-84-85874-19-4.
- Ferrerós i Serra, Joan. Barques i Fogons.  Edicions El Mèdol, 1991, p. 102. ISBN 978-84-86542-28-3.
- Ferrerós i Serra, Joan. Benvolguts Absents I.  Figueres: Editorial Empordà SL i Ajuntament de Figueres, 2002, p. 2. ISBN 978-84-921191-7-2 [Consulta: 15 març 2015].
- Ferrerós i Serra, Joan. Studium, la revista del jove Dalí.  Brau Edicions, 2003, p. 68. ISBN 978-84-95946-28-7.
- Ferrerós, Joan «Alberes. Número 6». Els Santaló, mestres i científics, Alberes. Número 6, 17-01-2012. Arxivat de l'original el 23 de setembre 2015 [Consulta: 15 març 2015].
- Ferrerós, Joan. Qui és qui a Figueres. Sant Cugat del Vallès: Nel·la, 2004.
- Ferrerós, Joan. Benvolguts absents: II: [recull d'articles publicats a l'Empordà entre els anys 2003 i 2004]. Figueres : Regidoria de Cultura de l'Ajuntament de Figueres : L'Empordà, DL 2004.[7]
- Ferrerós, Joan. Benvolguts Absents III.  Figueres: Ajuntament de Figueres, 2006, p. 200. ISBN 978-84-935035-0-5.[8]
- Ferrerós, Joan. Institut Ramon Muntaner, Figueres 1839-2014: crònica interna del primer institut de l'Estat. Figueres : Institut Ramon Muntaner, 2015[9]
- Ferrerós, Joan. Garrigàs. Girona : Diputació de Girona: Obra Social "La Caixa", 2016.[10]
- Ferrerós, Joan. Benvolguts absents: IV. Figueres: Ajuntament de Figueres: L'Empordà, 2017[11]